# Jean-Louis Rouméguère
Jean-Louis Rouméguère, né à Auch le 20 juin 1863 et mort dans la même ville le 25 novembre 1925, est un peintre paysagiste français.

## Biographie
Jean-Louis Rouméguère est né à Auch le 28 juin 1863. Adolescent turbulent, il étudie au séminaire mais fugue avec une jeune fille en Algérie en 1879 ce qui le mène en Maison de correction. Il entre ensuite dans l'administration des postes, emploi dont il démissionne avant même son premier jour. Il devient ensuite chanteur baryton à l'Alcazar de Périgueux, où il est également gymnaste au casino.
Il déserte ensuite, le 30 juillet 1886, au cours de son service militaire pour s'adonner à la peinture en Italie pendant deux ans. Il y rencontre sa future femme et vit alors à Erba et vend ses tableaux à Milan sous le nom d'Ayram Luigi.
De 1888 à 1889, il vit à Bruxelles où il épouse sa compagne, Maria Écarlat, avant de rentrer en France en 1890 à la faveur d'une loi d'amnistie. Il étudie alors à l’École Dentaire de Paris — son père Jean-Louis est le premier chirurgien-dentiste diplômé du Gers. Il exercera la profession parallèlement à son activité de peintre, en reprenant le cabinet de son père à Auch.
Après le succès en 1905 de l'exposition de son cycle « Les phases de la lumière », il s'installe à Paris en 1906 où il présente 156 tableaux et est présenté par Georges Lemoyne, critique d'art, comme « l’amant de la lumière ». Il publie d'ailleurs en 1906 un traité de « peinture scientifique » où il s'attelle à décrire son travail minutieux pour reproduire les tons et les couleurs de la nature. Néanmoins, Rouméguère ne parvient pas à se faire un nom dans le monde de l'art de l'époque.
Rentré à Auch en 1910, il continue ses recherches picturales sur la lumière et les paysages gascons tout en continuant d'exercer. Il dépose même en 1919, avec son beau-frère Marcellin Écarlat, mécanicien-dentiste à Paris, un brevet d’invention pour la « Dent Écarlat », une facette dentaire.
Il meurt à Auch le 25 novembre 1925. Marcel, son fils, fait don en 1978 à la ville d'Auch d'une importante partie de l'œuvre de son père.

## Œuvre
Un ensemble de dix petits tableaux intitulé « Les phases de la lumière », exposé en 1905 à Toulouse, résume son travail sur l'influence de la lumière naturelle et de ses variations sur la peinture paysagère. 
Une exposition lui est entièrement consacrée au Musée des Amériques d'Auch en 2022.

Les phases de la lumière
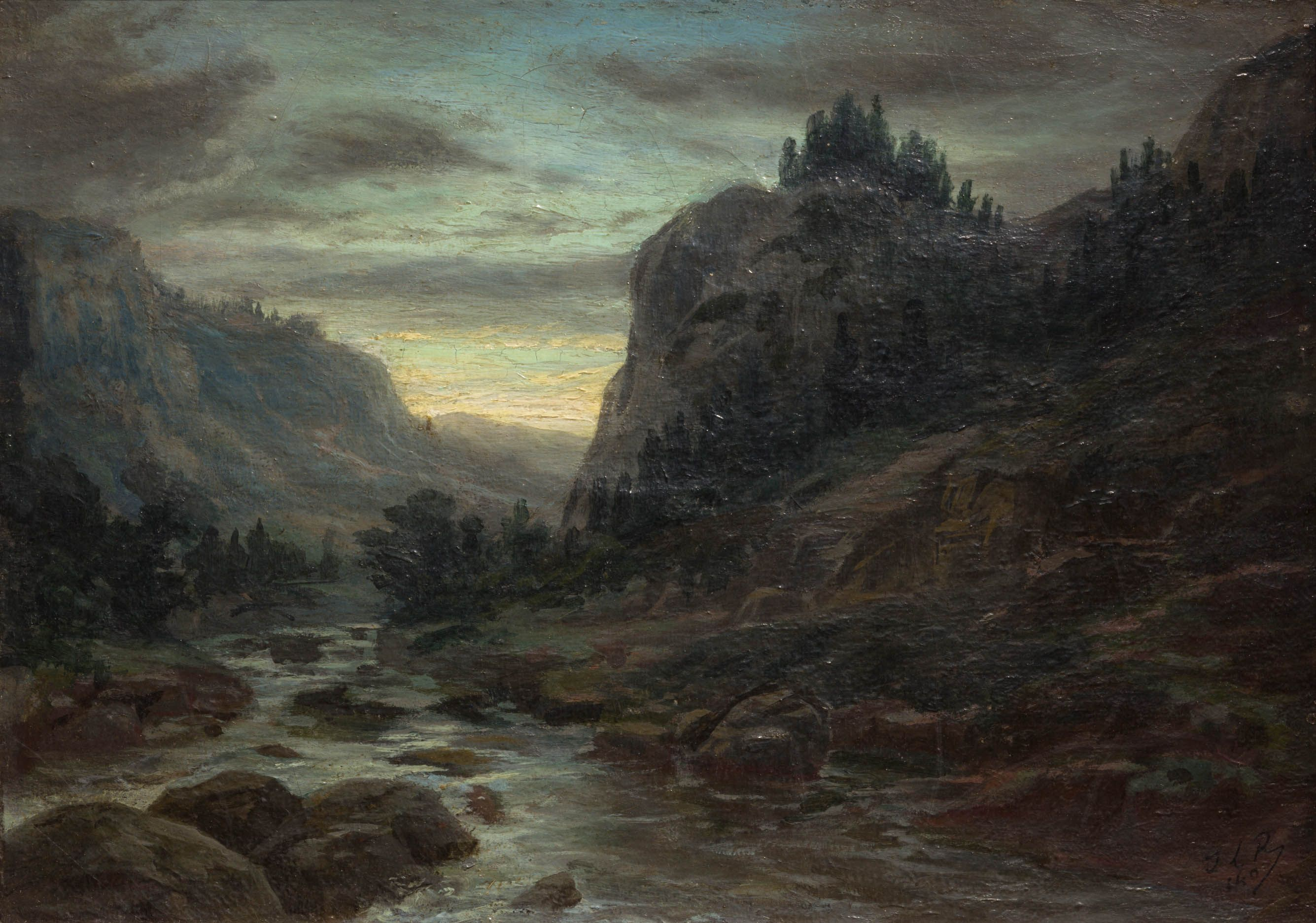
L'aube (n°1).
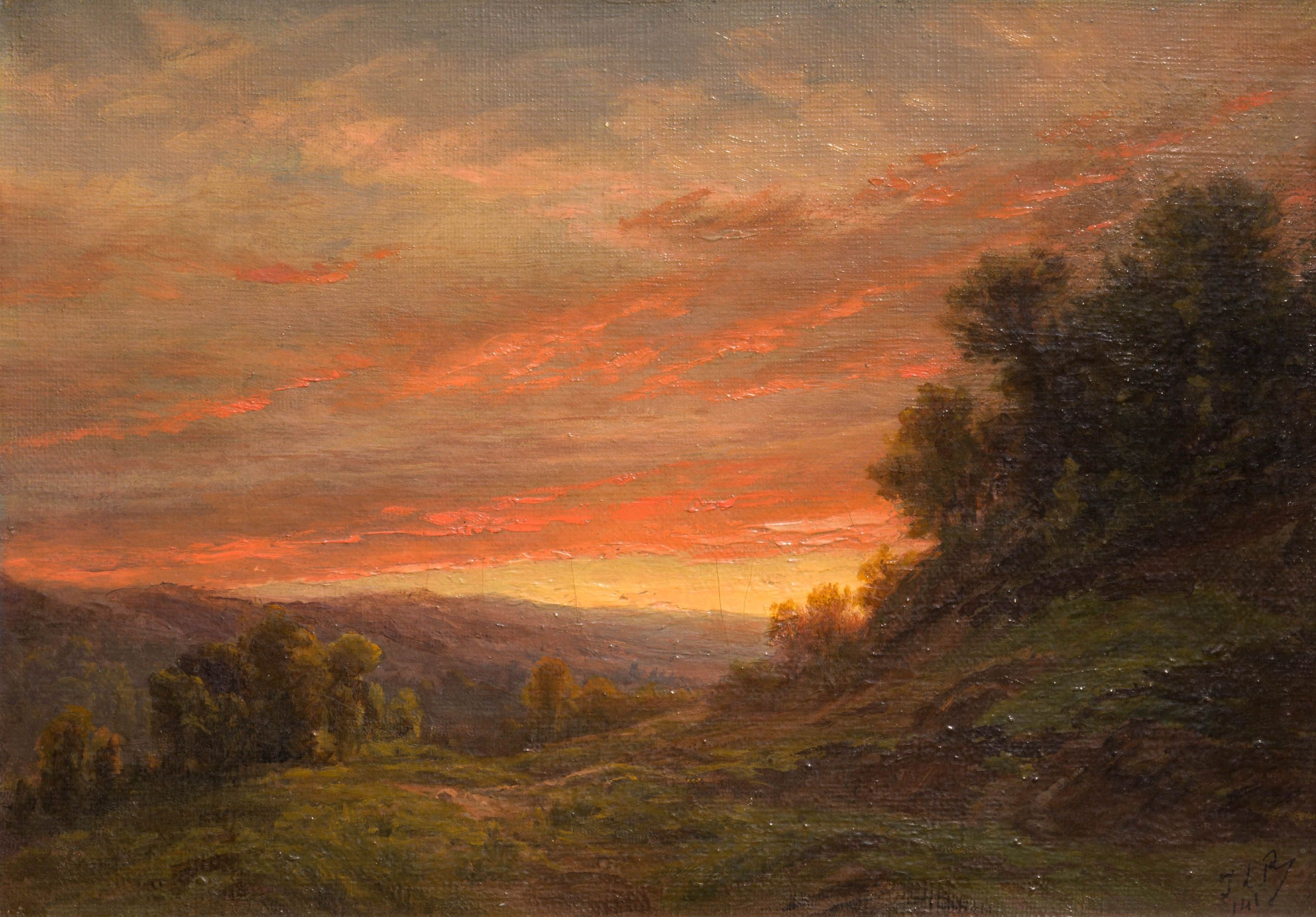
L'aurore (n° 2).
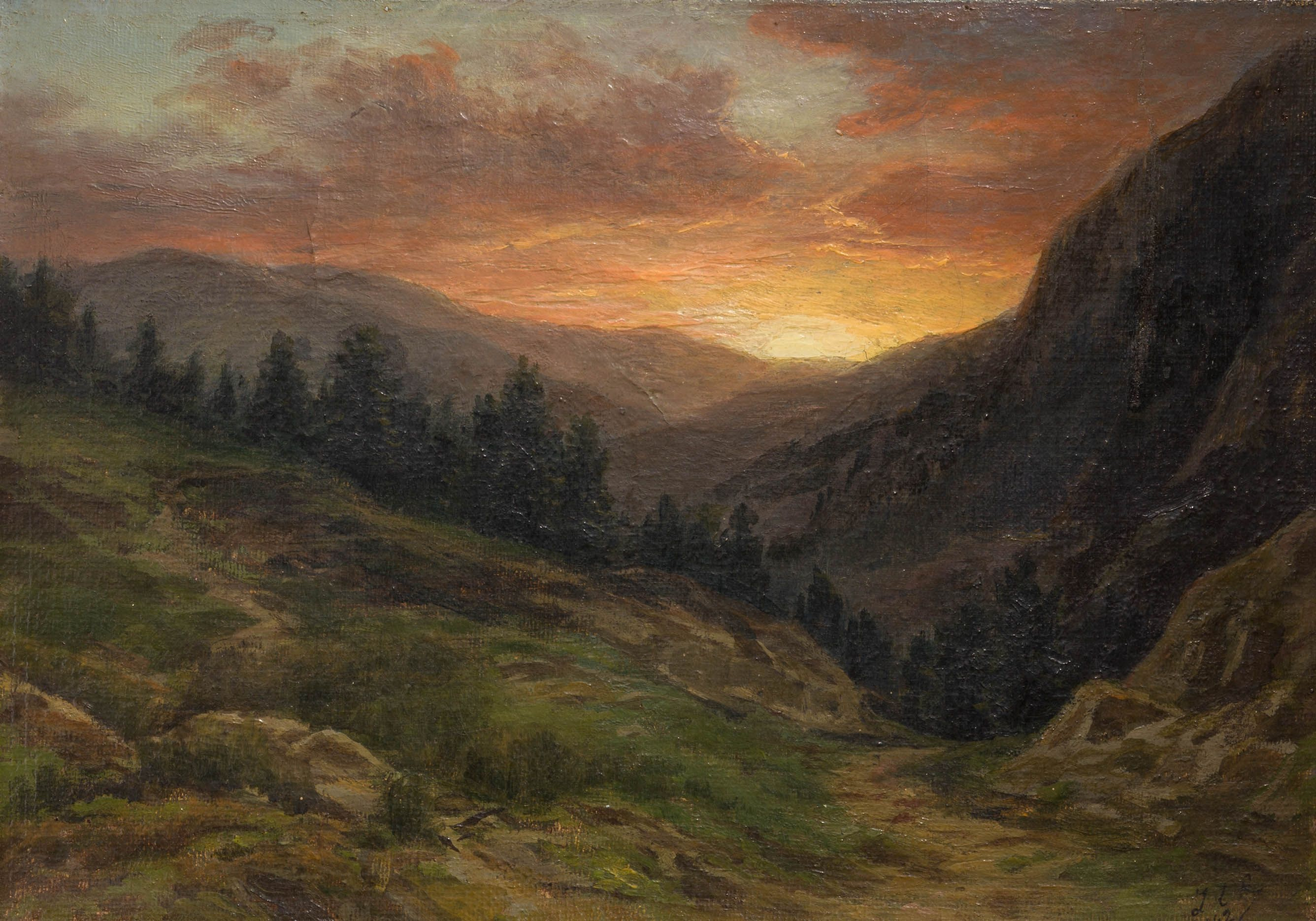
Lever de soleil (n° 3).
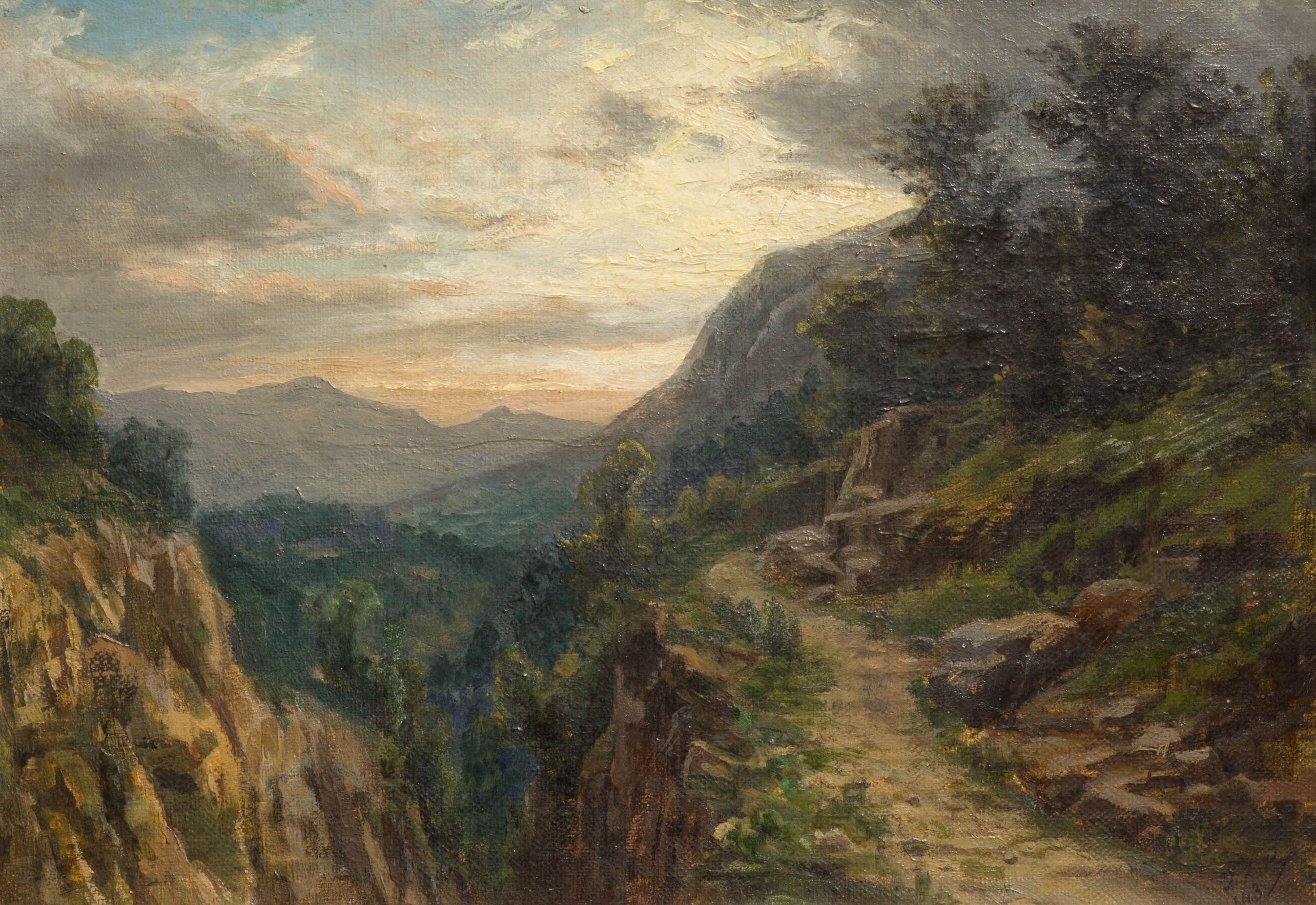
Effet du matin (n° 4).
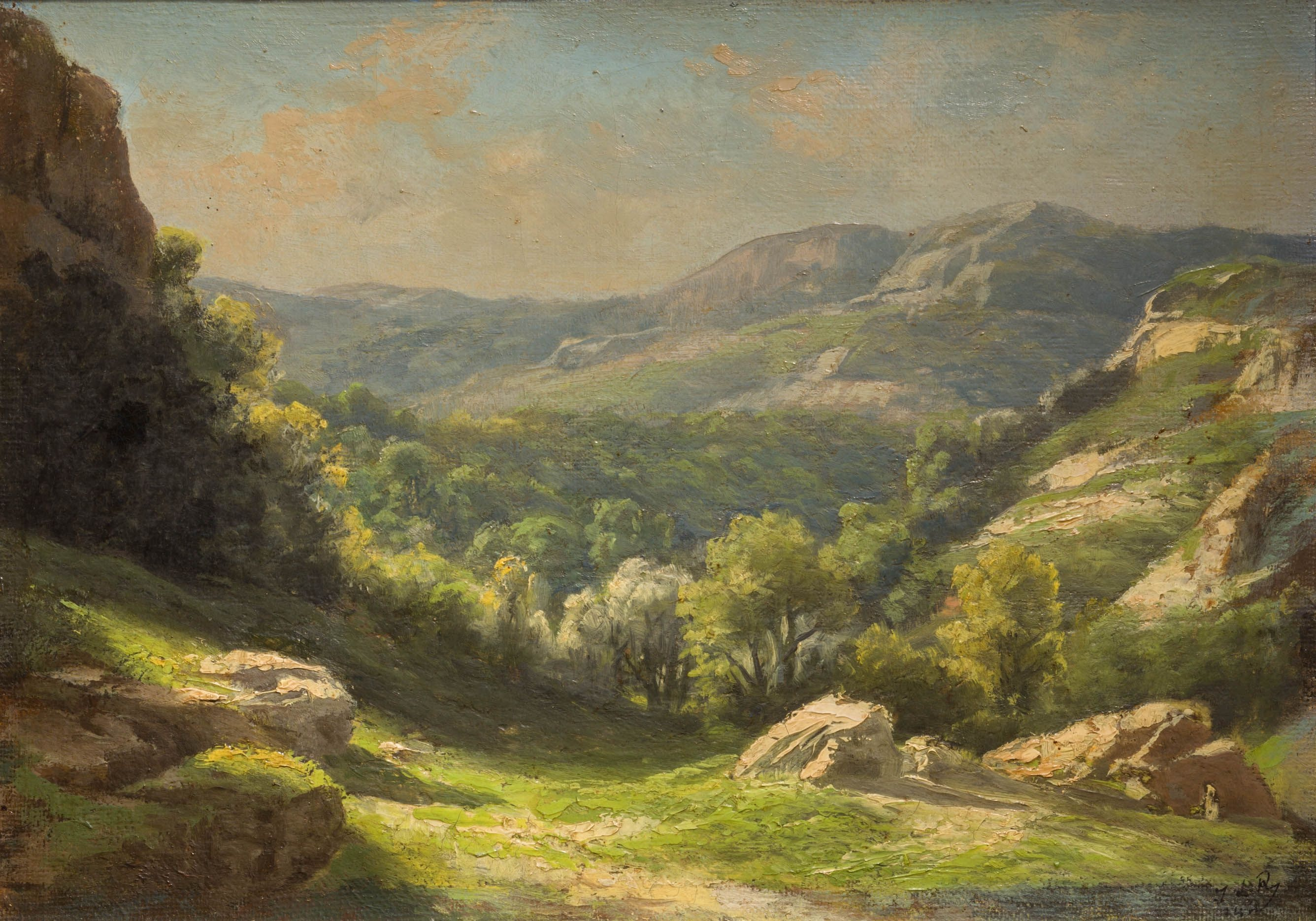
Soleil du matin (n° 5).
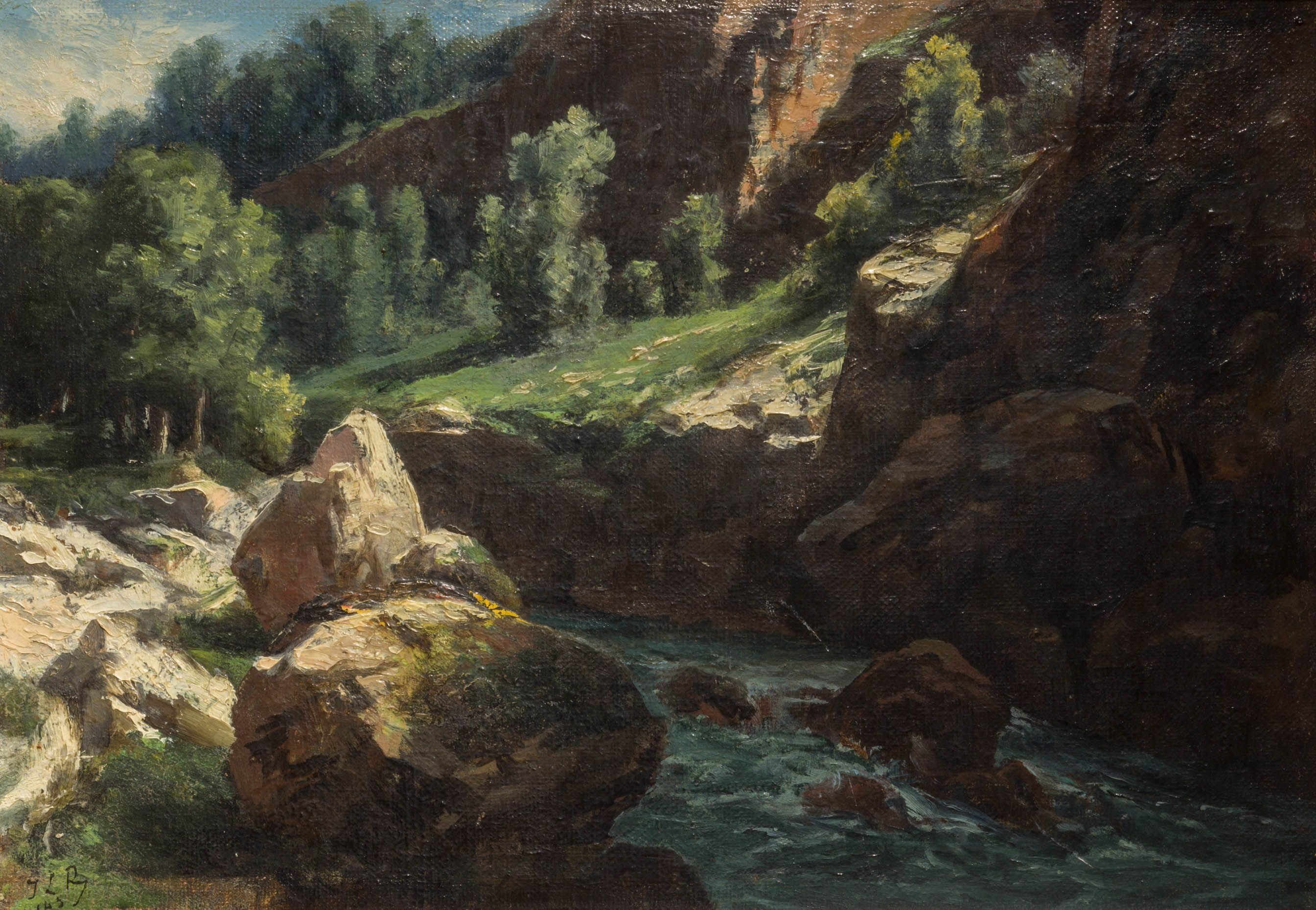
Soleil du midi (n° 6).
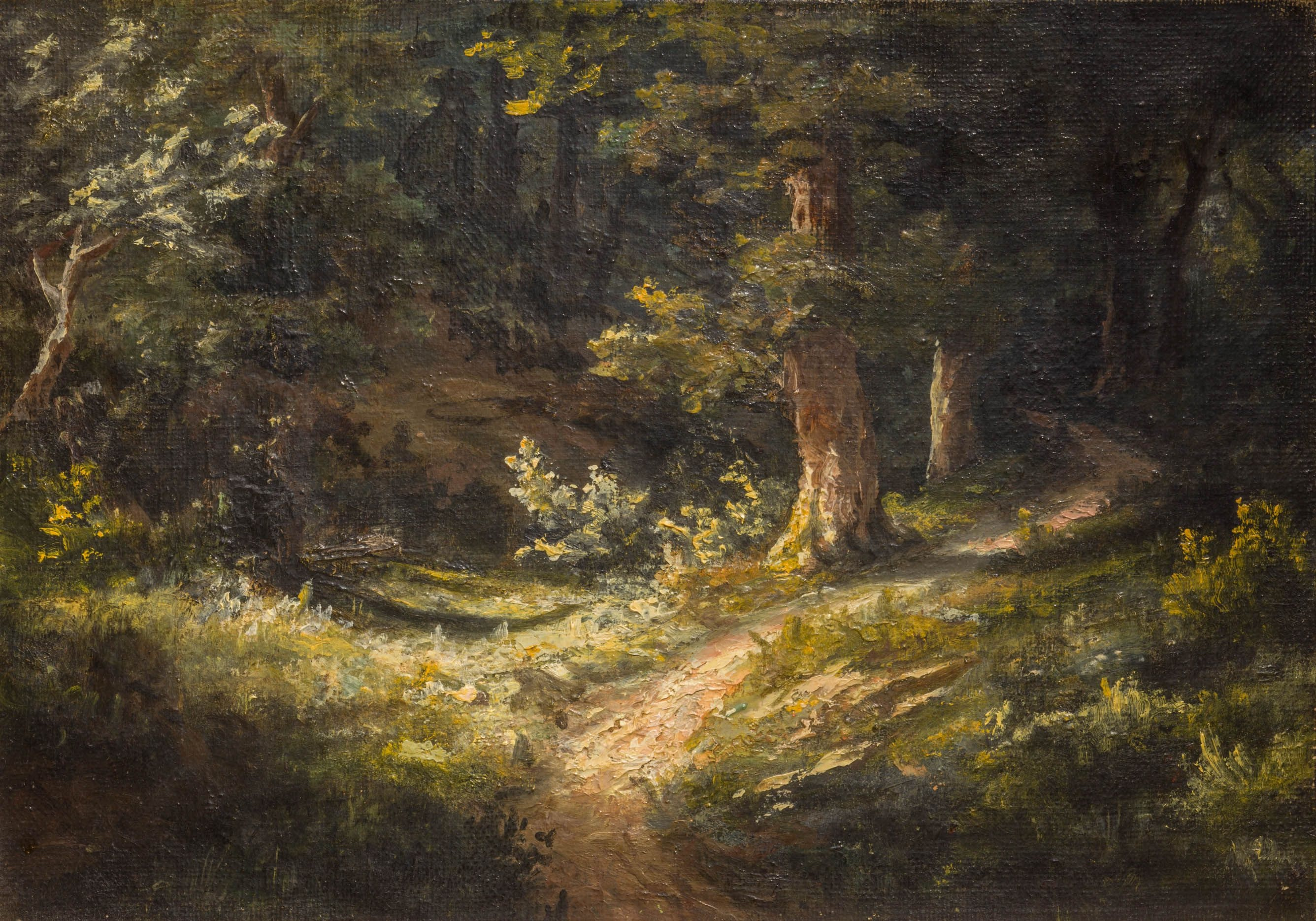
Soleil du soir (n° 7).
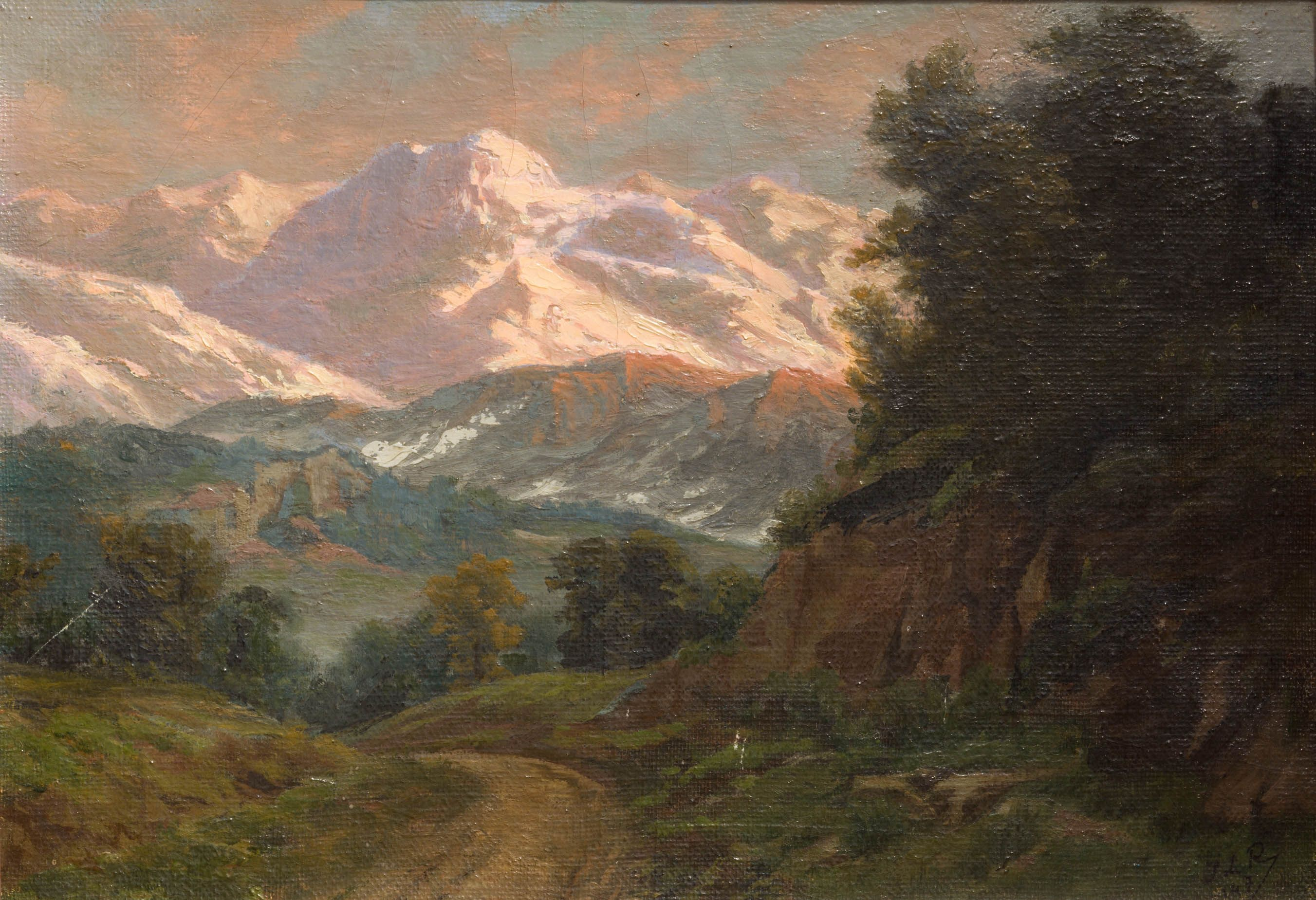
Coucher de soleil (n° 8).
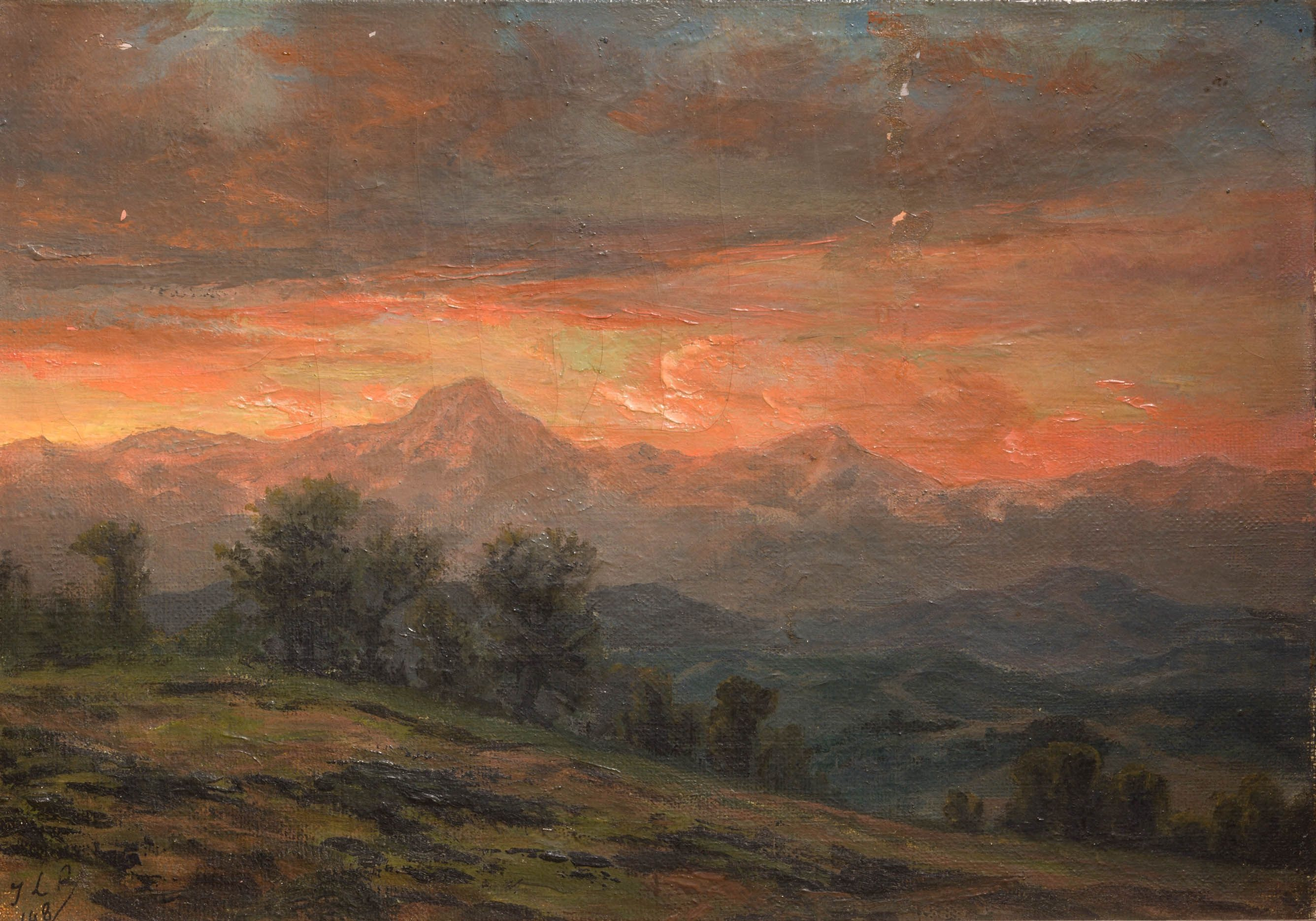
Crépuscule (n° 9).
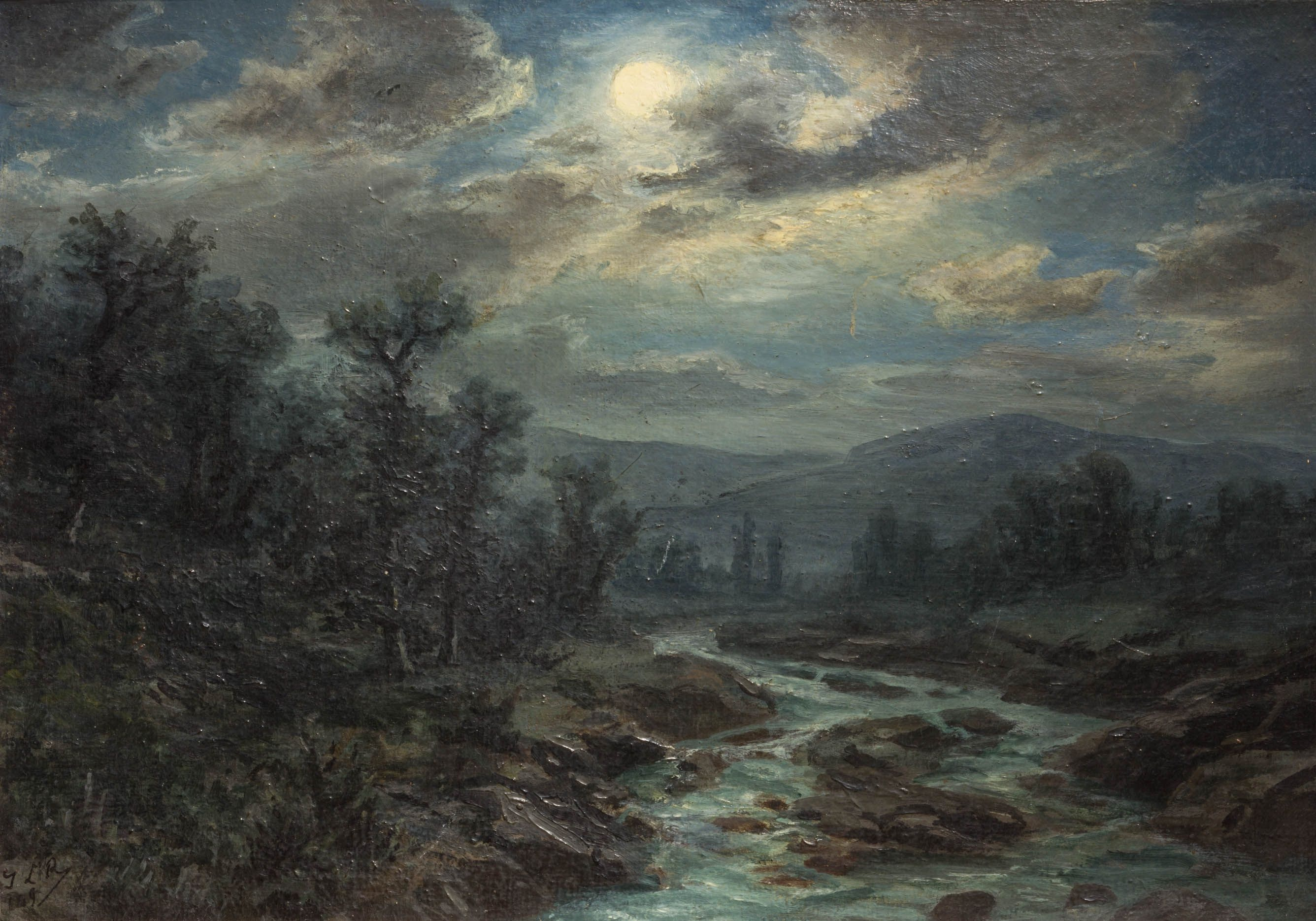
La nuit (n° 10).